# هوغو إينغليز
هوغو إينغليز (بالإنجليزية: Hugo Inglis)‏ هو لاعب هوكي الحقل نيوزيلندي، ولد في 18 يناير 1991 في دنيدن في نيوزيلندا.

## وصلات خارجية
- هوغو إينغليز على موقع الاتحاد الدولي للهوكي (الإنجليزية)
- هوغو إينغليز على موقع أوليمبيديا (الإنجليزية)
- هوغو إينغليز على موقع اللجنة الأولمبية النيوزيلندية (الإنجليزية)
- هوغو إينغليز على موقع اتحاد ألعاب الكومنولث (مؤرشف) (الإنجليزية)